# 에렛토
에렛토(えれっと, 2월 19일 ~ )는 일본의 군마현 출신의 삽화가 및 만화가다.

## 개요
주로 판권 작품이나 기업 이벤트로, 일러스트나 만화의 신작을 담당한다. 2006년 6월 15일경에 공개한 《스즈미야 하루히의 우울》의 츠루야 선배를 디포르메한 캐릭터 '츄루야 씨(ちゅるやさん)'로 지명도를 크게 올린다.
2003년 12월경부터 '우츠라우라라카(うつらうららか)'라는 써클명으로 동인활동을 하며 전술의 '츄루야 씨'를 자신의 사이트에 공개한 만화에 신작 작품을 더해서 《뇨로-옹☆츄루야 씨》(にょろーん☆ちゅるやさん)라는 타이틀로 발행되었다(3권).
소년 에이스 및 월간 콤프 에이스(모두 카도카와 쇼텐) 2008년 10월호에서 《뇨로-옹 츄루야 씨》의 애니메이션화가 발표되었다. 유튜브 카도카와 채널로 전달되는 숏 애니메이션이 될 예정. 또 월간 콤프 에이스에서는 2008년 11월호부터 연재 개시 소식도 발표되었다. 카도카와의 공인 캐릭터가 되었다고 봐도 좋을 것 같다.

## 주요 상업 작품
- 《翔んでもメイカー イバンディ・パニック》 (코믹메가미 매거진→코믹키라리티)
- 《우울한 소녀는 흑마법으로 사랑을 한다》 (삽화, 커버 일러스트, MF문고J)
- 《부-부-카가부-》 (월간 콤프 에이스 2008년 7월호~, 원작：요시미즈 카가미)
- 《뇨롱 츄루야씨》 (월간 콤프 에이스 2008년 11월호~, 원작：타니가와 나가루, 캐릭터 원안：이토 노이지)

### 앤솔러지
- 《러키☆스타 코믹 아라카르트 ~해피-스트라이크!~》 (카도카와 쇼텐, 2007년 ISBN 4-04-854126-9)

히이라기 츠카사를 《츄루야 씨》 풍으로 한 4컷 만화 《츄카사돈다케스》(ちゅかさどんだけす)가 게재중(첫 출전은 《월간 콤프 에이스》 2007년 9월호 부록 〈러 · 러 · 러 러키☆스타 팬북〉(ら・ら・ら らき☆すたファンブック).